# Bandeira do Presidente da República Portuguesa

Estandarte real de Portugal, usado até 5 de outubro de 1910.

A bandeira do Presidente da República Portuguesa constitui o distintivo pessoal identificativo do Chefe de Estado de Portugal. Como bandeira pessoal, destina-se exclusivamente a assinalar a presença do Presidente da República, só podendo assim ser arvorada num veículo, num edifício ou em outro local onde o mesmo se encontre, devendo ser içada no momento da sua entrada e arriada no momento da sua saída.
A bandeira também é frequentemente referida como estandarte ou pavilhão presidencial. A sua miniatura para uso em viaturas é geralmente designada "galhardete" ou ocasionalmente "flâmula". Estas designações são contudo meramente oficiosas e algumas delas até pouco corretas do ponto de vista da vexilologia. As únicas denominações oficiais desta bandeira são as que aparecem na alteração à Ordenança Geral da Armada efetuada pelo Decreto de 23 de setembro de 1911 e nas subsequentes ordenanças e regulamentos da Armada Portuguesa, onde a mesma aparece referida como bandeira n.º 1, distintivo n.º 1 ou distintivo do Presidente da República, bem como a que aparece nos regulamentos de continências e honras militares de 1930 e de 1936, onde a bandeira é referida como distintivo pessoal do Chefe do Estado.

## História
Durante o período da Monarquia Constitucional Portuguesa, o distintivo especial e privativo do Chefe de Estado em exercício (o próprio Monarca ou quem assegurasse transitoriamente a regência do Reino) era o estandarte real. Este consistia numa bandeira de campo vermelho, tendo ao centro o escudo de Portugal, encimado pela coroa real. O estandarte real era içado no paço real ou em outros locais em que o Chefe de Estado se encontrasse visitando ou residindo acidentalmente, durante o período em que o mesmo aí permanecesse. Era também içado nos navios, quando o Chefe de Estado se encontrasse a bordo. O uso do estandarte real em terra seria meramente regido por regras de etiqueta quase inteiramente baseadas no costume, mas no mar o seu uso estava estritamente regulamentado pelas ordenanças e regulamentos navais. Assim, a Ordenança Geral da Armada - estabelecida pelo Decreto de 3 de maio de 1866 - estipulava que o estandarte real fosse içado no tope grande do navio que recebesse a bordo o Rei, a Rainha ou o Regente do Reino. Indicava ainda que, à sua aproximação, o navio embandeirava com a bandeira portuguesa nos topes, salvando com 21 tiros. A bandeira portuguesa no tope grande era substituída pelo estandarte real, no momento em que o Chefe de Estado subisse a bordo. O estandarte real deveria ser também içado à proa de uma embarcação miúda que levasse a bordo o Chefe de Estado. No essencial, estas regras protocolares mantiveram-se na nova Ordenança Geral da Armada estabelecida em 1896 e que vigorava quando a Monarquia constitucional foi suprimida pelo golpe republicano de 5 de outubro de 1910.
A implantação da república portuguesa e a controversa decisão do novo regime em mudar as cores fundamentais da bandeira nacional resultou também na necessidade de alterar os distintivos pessoais para uso nos navios da Armada, uma vez que os mesmos ou continham uma simbologia monárquica, como era o caso do próprio estandarte real, ou usavam as cores nacionais azul e branca que haviam sido substituídas pelas cores republicanas verde e vermelha. Assim, através do Decreto de 23 de setembro de 1911, o título V da Ordenança Geral da Armada - que descrevia os distintivos em uso a bordo dos navios portugueses - foi substituído por um novo, que indicou os novos distintivos pessoais que seriam empregues daí em diante e que consistiriam em "bandeiras" (distintivos retangulares ou farpados) e "cornetas" (distintivos triangulares), designadas pelos números de 1 a 16. O art.º 30º indicava que o distintivo do Presidente da República Portuguesa seria a bandeira n.º 1 içada no tope grande. Esta consistia numa bandeira retangular de cor verde, tendo ao centro o escudo de Portugal assente sobre a esfera armilar. Como distintivo do Chefe de Estado, a bandeira n.º 1 da Ordenança Geral da Armada passou assim a substituir o anterior estandarte real e a ser usada de uma forma análoga aquele. Os modelos e a aplicação dos distintivos pessoais em uso nos navios da Armada Portuguesa viriam a ser alterados pelo Decreto n.º 11090 de 1925, mas sem qualquer mudança no que diz respeito ao distintivo do Chefe de Estado. Ainda no âmbito marítimo, o Código Disciplinar da Marinha Mercante de 1943, no seu título III, capítulo III (Deveres respeitantes a cerimonial), viria a indicar expressamente uso dos distintivos pessoais, incluindo implicitamente o do Presidente da República, também nos navios da marinha mercante, nos quais deveriam ser içados sempre que a bordo se encontrasse uma entidade com direito a distintivo pessoal.
A formalização do uso da bandeira do Presidente da República fora do âmbito naval, viria a surgir em 1930, com a aprovação do novo Regulamento de Continências e Honras Militares para o Exército e Armada, através do Decreto n.º 18120. Além de conter, em anexo, os modelos dos distintivos pessoais para uso no âmbito do Exército e da Armada, incluindo o distintivo do Chefe de Estado, o referido regulamento define também, em linhas gerais, o seu uso militar em terra. O art.º 15º do previa assim que, quando determinadas autoridades, entre as quais o Chefe de Estado, entrassem num quartel, ali fosse mandado içar o respetivo sinal, que se conservaria no mastro enquanto a referida autoridade ali se mantivesse. O art.º 78º indica ainda que, nas revistas passadas por aquelas autoridades, os séquitos que as acompanhariam incluiriam uma ordenança portadora do respetivo distintivo, que seguiria à retaguarda da respetiva autoridade, a uma distância de 15 m. As mesmas disposições foram mantidas no Regulamento de Continências e Honras Militares para o Exército e Armada de 1936, que vigorou até 1980. O Regulamento de Continências e Honras Militares aprovado em 1980 e que vigora atualmente, continua a prever que o distintivo pessoal do Presidente da República seja içado numa unidade ou estabelecimento militar, quando da sua visita, já não prevendo contudo que o mesmo seja portado por uma ordenança quando das revistas às tropas.
Entretanto e emulando o uso do antigo estandarte real, a bandeira do Presidente da República começou também a ser empregue no âmbito civil. No Palácio de Belém, estabeleceu-se a prática de arvorar a bandeira do Presidente da República para a assinalar a presença do Chefe de Estado, sendo a mesma içada no mastro localizado no corpo central do palácio. Esta prática acabou também por ser aplicada a outros edifícios, quando o Chefe de Estado ali estivesse de visita ou residindo acidentalmente. Quando os chefes de Estado passaram a usar o automóvel como transporte oficial, estabeleceu-se também a prática de neles ser hasteada uma miniatura da bandeira do Presidente da República, normalmente colocada numa haste fixa à parte frontal do capô do automóvel presidencial. No âmbito civil, contudo, nunca foram formalizadas regras formais que regulassem o uso da bandeira do Presidente da República, o qual se orienta meramente em algumas regras gerais de etiqueta, baseadas quase inteiramente no costume protocolar.

## Uso, protocolo e etiqueta
O uso da bandeira do Presidente da República Portuguesa obedece, no âmbito militar e naval, às normas legais que regulam os respetivos cerimoniais. Fora destes âmbitos, o uso da bandeira é maioritariamente regulado pelos costumes praticados no seio protocolo de Estado.
No âmbito da Armada Portuguesa, o uso da bandeira presidencial (distintivo n.º 1) é regulado atualmente pela Ordenança do Serviço Naval, mantendo-se no essencial as mesmas disposições que existiam quando a mesma foi introduzida em 1911 e que eram quase idênticas às que anteriormente vigoravam para o estandarte real. Assim, o distintivo n.º 1 deve ser içado no tope do mastro principal (tope grande) de um navio da Armada, no momento em que o Presidente da República suba a bordo, ao mesmo tempo sendo arriada a flâmula nacional ou eventualmente outro distintivo pessoal que ali esteja içado, assim se mantendo enquanto aquele estiver embarcado. O distintivo n.º 1 deverá ser também arvorado à proa das embarcações miúdas que transportem o Presidente da República. O Código Penal e Disciplinar da Marinha Mercante estabelece um uso análogo do distintivo presidencial a bordo dos navios mercantes portugueses.
No âmbito militar em terra, o Regulamento de Continências e Honras Militares indica que, quando determinadas entidades estatais e militares - entre as quais o Presidente da República - visitem uma unidade ou estabelecimentos militar, será aí içado o distintivo correspondente, o qual se conservará no mastro enquanto as citadas entidades ali permanecerem. No âmbito militar mantêm-se também a prática de - em paradas, revistas e outras cerimónias - a viatura onde é conduzida uma alta entidade trazer hasteada à frente o distintivo respetivo.
No âmbito da Polícia de Segurança Pública, o respetivo Regulamento de Continências e Honras refere-se aos distintivos pessoais do Presidente da República e de outras entidades como "flâmulas". O referido regulamento determina que, em cerimónias e em visitas formais a instalações da PSP por parte do Presidente da República, é içada a flâmula correspondente, que se conservará no mastro até à saída do mesmo.
Fora dos âmbitos acima referidos, o uso da bandeira do Presidente da República obedece essencialmente a regras não escritas, que se enquadram na prática tradicional do cerimonial e do protocolo de Estado português. A prática em vigor determina que a bandeira presidencial deverá estar arvorada no Palácio de Belém, residência oficial do Presidente da República, sempre que o mesmo ali se encontrar, sendo içada num pequeno mastro situado no corpo central da fachada voltada ao Tejo. No passado, a bandeira presidencial substituía a bandeira nacional que ocupava o mesmo mastro na ausência do Chefe de Estado. Atualmente, o mastro do corpo central é apenas usado para arvorar a bandeira do Presidente da República, mantendo-se a bandeira nacional permanentemente arvorada num mastro de grandes dimensões, erguido durante a presidência de Aníbal Cavaco Silva, junto à entrada principal do palácio. Analogamente ao que se pratica no Palácio de Belém, a bandeira do Presidente da República deve ser igualmente arvorada em todos os outros edifícios púbicos onde o Chefe de Estado estiver presente, bem como em outros locais em que o mesmo se encontre hospedado ou residindo temporariamente. No automóvel onde o Presidente da República se desloque oficialmente também deverá estar hasteada uma miniatura da respetiva bandeira. A mesma deverá ser colocada numa haste fixa ao centro da parte frontal do capô ou sobre o guarda-lamas direito e dianteiro da viatura.